# Kommodifizierung
Kommodifizierung bezeichnet den Prozess der Kommerzialisierung bzw. des „Zur-Ware-Werdens“ (vom englischen commodity „Ware“). Kommodifizierung kann die Privatisierung von vorher gemeinschaftlich genutzten oder im Familienfideikommiss stehenden Ressourcen sein. Auch in Bezug auf die Vermarktung menschlicher Arbeitskraft wird von Kommodifizierung gesprochen.
Kommodifizierung wird von Kritikern neoliberaler Konzepte als problematisch angesehen, u. a. da eine „sich ausbreitende Marktlogik“ zu einer „Ökonomisierung des Sozialen“ führe.
Der im Marketing benutzte, ähnlich klingende Begriff Commoditisierung bedeutet etwas gänzlich anderes.

## Disziplinäre Unterschiede im Begriffsinhalt
Der Begriff der Kommodifizierung wird in unterschiedlichen wissenschaftlichen Disziplinen – sowie im „kritischen“ politischen Diskurs – mit unterschiedlichen inhaltlichen Akzenten benutzt.

### Gesellschaftswissenschaft
In den Sozialwissenschaften geht der Begriff Kommodifizierung zurück auf den Wirtschaftshistoriker Karl Polanyi. Seine im Jahr 1944 veröffentlichte Studie The Great Transformation (Die große Transformation) untersucht am Beispiel England, wie sich eine Gesellschaft mit einem eingebetteten Markt umgewandelt habe zu einer „entbetteten“ Marktgesellschaft. In der Marktgesellschaft würden alle Produktionsfaktoren wie Boden und Arbeit aber auch das Geldwesen unter ein „reines Marktregime“ gestellt. Diesen Prozess nennt Polanyi Kommodifizierung. Durch die Kommodifizierung komme es zu sozialer Desintegration und zur Ablösung humaner Werte durch einen materialistischen Individualismus (Konsumgesellschaft). Dies führe notwendigerweise zu politischen Gegenbewegungen.

### Informationswissenschaft
In der Informationswissenschaft bedeutet Kommodifizierung die Betrachtung von Informationsobjekten als Waren, aus denen Informationsprodukte hergestellt werden können, für deren Nutzung Gebühren erhoben und die auf Informationsmärkten gehandelt werden können. Hier wird Kommodifizierung weitgehend synonym zu dem von Rainer Kuhlen geprägten Begriff der Venterisierung verwendet. Kuhlen kritisiert den „perfektionierten Vorgang der kontrollierten, privaten Aneignung von Wissen“ (Kuhlen 2002).

### Stadtforschung
In der geographischen Stadtforschung wird mit Kommodifizierung der Prozess der (zunehmenden) Privatisierung zuvor öffentlicher Räume bezeichnet. Beispiel sei etwa die Privatisierung sozialen Wohnungsbaus unter der Regierung Thatchers genannt. In so genannten Gated Communities sind zudem die üblicherweise öffentlichen Infrastruktureinrichtungen (Straßen, Wasserleitungen, Stromnetz etc.) in Privatbesitz. Der Zugang zu diesen Wohngebieten wird kontrolliert und kann verwehrt werden. Anstatt eines öffentlichen Stadtraums findet sich ein privater Raum, dessen infrastrukturelle Nutzung ultimativ am Kauf eines Nutzungsrechts an der Gated Community (d. h. der eigentlichen Ware) hängt.
Auch Einkaufszentren, Shopping-Malls etc. sind oft im Besitz von privaten Investoren. Auch deren Aufenthaltsbereiche sind regelmäßig kommodifizierte Räume, wenngleich die Zugangsbegrenzungen weniger offensichtlich sind als bei Gated Communities.